# Властелин легенд
Властели́н леге́нд (англ. Dreamkeeper) — телевизионный фильм Стива Бэррона, вышедший на экраны в 2003 году.

## Сюжет
Старый индеец Пит Мчащийся Конь из резервации Сосновая Гряда племени лакота собирается на индейский фестиваль в Нью-Мексико, где должно состояться собрание всех индейских народов. Он — один из последних старейшин, хранитель индейских сказаний. Старик видит свой долг в непременной передаче древних легенд молодому поколению, однако он уже не в тех силах, чтобы запросто разъезжать по стране на автомобиле. Поэтому он просит внука Шейна отвезти его. Семнадцатилетний Шейн успел завести какие-то денежные проблемы с местными индейскими бандитами. Он не имеет никакого интереса к стариковским байкам и, конечно же, отказывается ехать. Однако, мать сумела уговорить его, и вот дед, его лошадь Три Луны и внук отправляются в Альбукерке на старом автомобиле, который по договорённости после поездки перейдёт к Шейну.
«Я расскажу то, что рассказывали мне».
Мчащийся Конь не стал откладывать передачу знаний и по дороге рассказывает Шейну историю за историей. Сюжетная линия, где дед и внук едут в Нью-Мексико, причудливо переплетается с древними историями старого индейца.
Съёмки длились четыре месяца и проходили в основном в Канаде. В работе над фильмом участвовали индейцы народов Лакота, Kайова, Шайенны, Пауни, Черноногих, Мохоки и Абсарока.

## В ролях
- Аугуст Шелленберг — Пит Мчащийся Конь
- Эдди Спирс (Eddie Spears) — внук Шейн
- Гил Бирмингем — Сэм Мчащийся Конь, сын Пита
- Шейла Тауси (Sheila Tousey) — Джанин
- Натан Ли, Мчащий Своего Коня[англ.] (Nathan Lee Chasing His Horse) — Вердель
- Часк Спенсер (Chaske Spencer) — Орёл
- Глория Эшкибок — Некрасивая женщина
- Кимберли Норрис — Красивая женщина
- Майкл Грейайс (Michael Greyeyes) — Дух Грома
- Кэси Кэмп-Хоринек — Небесная женщина
- Джон Труделл — Койот
- Гари Фармер — Иктоми
- Джеральдин Кимс (Geraldine Keams) — жена Иктоми
- Натаниэль Аркан — Сломанное Копьё
- Скотт Граймс — рыжеволосый странник / Техан

## Награды
- 2003 — лучший фильм на фестивале American Indian Film Festival
- 2004 — премия «Эмми» за выдающиеся специальные визуальные эффекты
- 2004 — гуманитарная премия Джона Фуско — первые американцы в искусстве
- 2004 — номинировался на премию Сатурн как лучшая телепостановка